# Kopalnia galmanu „Anna”
Kopalnia galmanu „Anna” – kopalnia galmanu w Strzemieszycach Małych (obecnej dzielnicy Dąbrowy Górniczej) w Królestwie Polskim, działająca w latach 1820–1893.
Kopalnia podporządkowana była Głównej Dyrekcji Górniczej i Dozorstwu Olkusko-Siewierskiemu (później Zachodniemu Okręgowi Górniczemu).  Była jedną z największych kopalń galmanu w okolicy. W okresie swego szczytowego rozwoju zatrudniała 200 robotników, w tym 50 górników. Zamknięta została prawdopodobnie w 1893, kiedy zanotowano jeszcze wydobycie w wysokości 144 ton.